# Suite de polynômes
En mathématiques, une suite de polynômes est indexée par les entiers positifs 0, 1, 2, 3, ..., dans laquelle chaque indice est souvent égal au degré du polynôme correspondant. Diverses suites de polynômes spéciaux sont nommées ; parmi celles-ci se trouvent :

## Exemples
- Monômes
- Factorielles croissantes
- Factorielles décroissantes
- Polynômes d'Abel
- Polynômes de Bateman (ou de Bateman-Pasternack)
- Polynômes de Bell
- Polynômes de Bernoulli
- Polynômes cyclotomiques
- Polynômes de Fibonacci
- Polynômes de Jacobi
- Polynômes de Gegenbauer
- Polynômes d'Hermite
- Polynômes de Legendre
- Polynômes de Laguerre
- Polynômes de Tchebychev
- Polynômes de Touchard

## Classes de suites de polynômes
- Suites de polynômes de type binomial
- Polynômes orthogonaux
- Suite de Sheffer
- Polynômes d'Appell généralisés